# Ignace Baron
Pour les articles homonymes, voir Baron.
Ignace Baron, né le 20 octobre 1816 à Châtel-Saint-Denis et mort le 7 juillet 1873 à Fribourg, est un poète suisse.

## Biographie
Ignace Baron se destine au droit lorsqu'il devient aveugle. Il se consacre dès lors à la littérature et écrit des poèmes publiés dans les journaux de Fribourg et qui feront l'objet d'un recueil posthume. Il est l'auteur notamment d'un texte qui a contribué à la glorification d'une figure populaire des montagnes suisses, L'Armailli du Moléson,, au travers de sa mise en musique par Casimir Meister et de son interprétation par l'abbé Bovet: 
Je suis le roi de la montagne, trônant au séjour des hivers !

Je suis plus grand que Charlemagne puisqu’à mes pieds j’ai l’univers.

Oui, Moléson vaut un empire, pour Louvre, j’ai mes beaux chalets,

Mon peuple ignore le délire, fatal aux grands, à leurs palais,

Oui, mon trésor est ce fromage, de l'atelier aérien,

Il porte au plus lointain rivage le triomphe gruérien.

Par lui, le monde est tributaire de l'armailli du Moléson,

Par lui sur le double hémisphère brillent mes lauriers et mon nom.